# Marcus Spurius
Marcus Spurius († um 42 v. Chr.) war einer der Caesarmörder. Sein Name wird einzig bei Appian als Μᾶρκος Σπόριος überliefert.
Über Marcus Spurius ist nichts bekannt, außer dass er sich 44 v. Chr. an der Ermordung Caesars beteiligt haben soll. Er wurde dann vermutlich – wie viele, die sich am Caesarmord beteiligt hatten – von Caesars Adoptivsohn Augustus gejagt und hingerichtet.